# Zombie-apocalyps

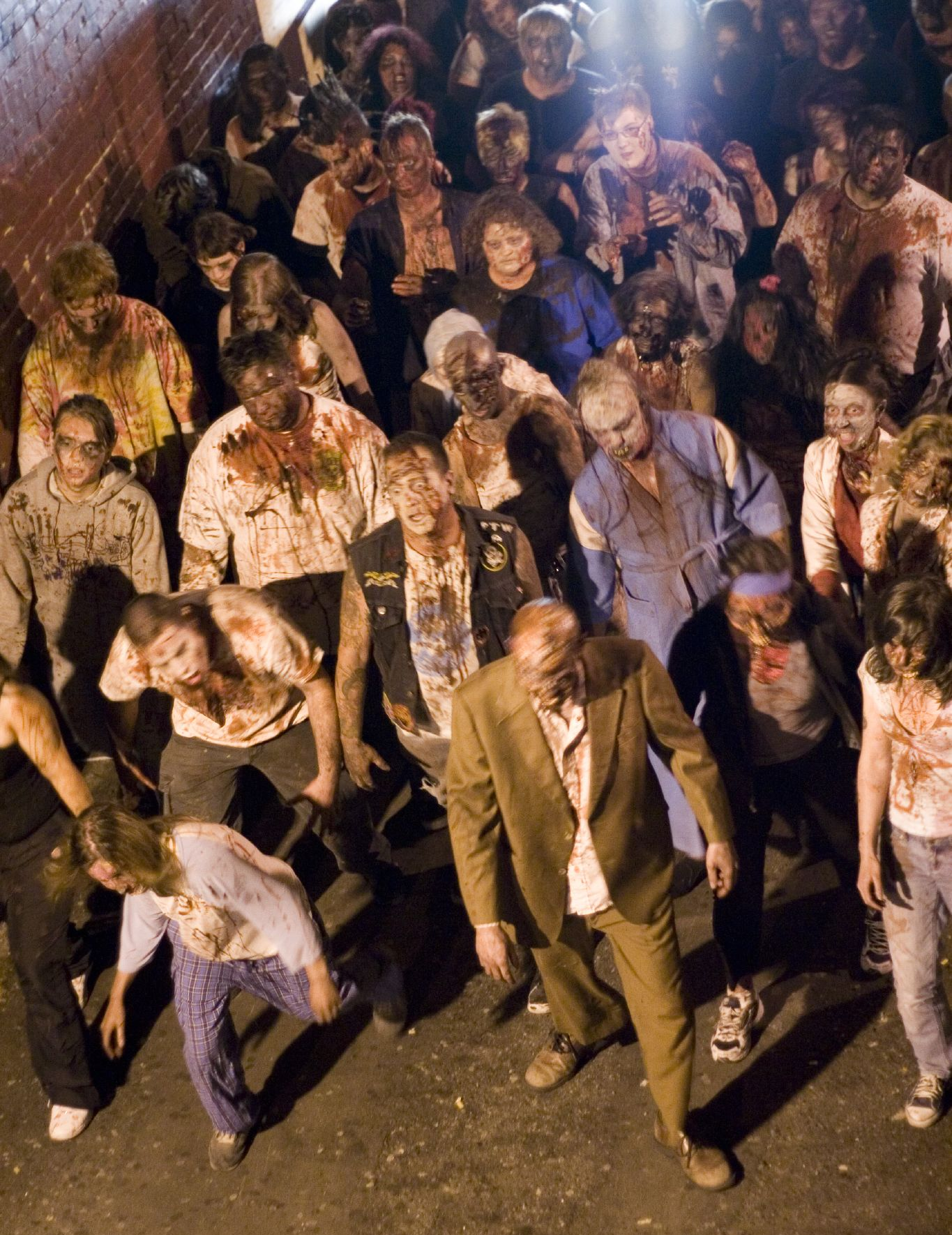
Een groep mensen verkleed als zombies

Een zombie-apocalyps is een hypothetisch scenario in apocalyptische fictie, meestal in sciencefiction of horror, waarin de samenleving instort door een overweldigende hoeveelheid zombies. Tijdens zo'n zombieplaag blijven meestal slechts enkele individuen of kleine groepen overlevenden over. In sommige verhalen is de reden waarom de doden opstaan en mensen aanvallen onbekend, in andere is een parasiet of infectie de oorzaak en lijken de gebeurtenissen op een plaag. In sommige verhalen staat elk lijk op, ongeacht de doodsoorzaak, terwijl in andere verhalen blootstelling aan de infectie vereist is.
De zombie-apocalyps wordt tegenwoordig gebruikt als metafoor voor veelvoorkomende breedgedragen angsten, zoals die voor wereldwijde besmetting, de ineenstorting van de samenleving of het einde van de wereld als zodanig. Er wordt soms naar verwezen in de media en het thema is een dominant genre in de popcultuur geworden.

## Oorsprong
Het genre vindt zijn oorsprong in de Amerikaanse horrorfilm Night of the Living Dead uit 1968, geregisseerd door George A. Romero. Hij liet zich inspireren door de roman I Am Legend van Richard Matheson uit 1954. Romero's film introduceerde het concept van de vleesetende zombie en bracht tal van andere fictieve werken voort, waaronder films, videospelletjes en literatuur.

## Films en series
Er zijn talloze films en tv-series gemaakt waarin een zombie-apocalyps centraal staat. Bekend zijn:
- 28 Days Later
- Dawn of the Dead
- I Am Legend
- Land of the Dead
- New Kids Nitro
- Resident Evil
- Shaun of the Dead
- The Last of Us
- The Walking Dead
- World War Z
- Zombibi
- Zombieland

## Trivia
- In 2011 kwam het Centers for Disease Control and Prevention (CDC) met een nieuwe manier om het belang van voorbereid zijn op noodsituaties te benadrukken. In de strip Preparedness 101: Zombie Pandemie werd uitgelegd wat men moet doen in het geval van een zogenaamde zombie-apocalyps. Het verhaal bevat ook een checklist voor paraatheid, zodat lezers hun gezin, werkplek of school kunnen voorbereiden op een ramp.[1]
- Fysicastudenten van de universiteit van Leicester hebben berekend hoelang het zou duren vooraleer de mensheid uitgeroeid zou zijn, mocht er een besmettelijke ziekte uitbreken die van iedereen zombies zou maken. Uit de eerste studie bleek dat de mensheid in amper 100 dagen gedecimeerd zou zijn tot 273 personen.[2]